# Ballai László
Ballai László (Darvas, 1929. október 16. –) magyar közgazdász, politikus.

## Életpályája
1945 előtt mezőgazdasági munkát végzett. 1949-től kolhozban dolgozott. 1950-ben a Mohácsi járás alkalmazottjaként törzskönyvező volt. 1951–1952 között Pécsen szakérettségi tanfolyamon érettségizett. 1952–1956 között a Marx Károly Közgazdaságtudományi Egyetem hallgatója volt; 1956-ban diplomázott. 
1952-ben csatlakozott a kommunistákhoz; az MDP tagja lett. 1956–1959 között a Marx Károly Közgazdaságtudományi Egyetem adjunktusa, tanársegéde volt. 1959–1966 között az Országos Tervhivatal pénzügyi osztályán dolgozott főelőadóként. 1966–1987 között az MSZMP Gazdaságpolitikai Osztályának (GPO) munkatársa volt. 1967-től gazdaságirányítási alosztályvezetőként tevékenykedett. 1970-ben Moszkvában a Szovjet Kommunista Párt Főiskola tízhetes tanfolyamára járt. 1971–1976 között a költségvetési és ellenőrzési alosztály vezetője volt. 1976-tól a GPO osztályvezető-helyettese lett. 1980–1986 között a gazdaságpolitikai osztály vezetőjeként dolgozott. 1986–1990 között a Központi Népellenőrzési Bizottság elnöke volt, miniszteri rangban a Lázár-kormányban és a Grósz-kormányban.

## Művei
- A mezőgazdaság termelésének tervezése és a tervek bontása Hajdú-Bihar megyei tapasztalatok alapján (1955)
- A népgazdaság tervezése; Kossuth, Bp., 1975 (Közgazdasági ismeretek)

## Fordítás
- Ez a szócikk részben vagy egészben  a   László Ballai című eszperantó Wikipédia-szócikk ezen változatának fordításán alapul.  Az eredeti cikk szerkesztőit annak laptörténete sorolja fel. Ez a jelzés csupán a megfogalmazás eredetét és a szerzői jogokat jelzi, nem szolgál a cikkben szereplő információk forrásmegjelöléseként.